# یزدآباد (سبزوار)
یزدآباد، روستایی است از توابع بخش مرکزی شهرستان سبزوار استان خراسان رضوی ایران. دسترسی به این روستا از طریق بزرگراه آیت الله عبدالاعلی سبزواری و پارک بهمن میسر می باشد.

## جمعیت
این روستا در دهستان قصبه غربی قرار داشته و بر اساس سرشماری سال ۱۳۹۵ جمعیت آن ۶۸ نفر (۲۳ خانوار)
بوده است.